# Putnok VSE
A Putnok FC egy magyar sportegyesület, melynek székhelye Putnok. 
Jelenleg az NB III-ban szerepelnek. 2012-ben megnyerték az NB III Mátra csoportját.

## Jelenlegi keret
| #  |              | Poszt | Név              |
| -- | ------------ | ----- | ---------------- |
| 97 | Szlovákia    | K     | Asztalos Gabriel |
| 21 | Magyarország | K     | Pápai Krisztián  |
| 2  | Magyarország | V     | Gubacsi Zoltán   |
| 3  | Magyarország | V     | Horváth Csanád   |
| 9  | Magyarország | V     | Galambosi Máté   |
| 13 | Magyarország | V     | Mahalek Marcell  |
| 16 | Magyarország | V     | Lakatos Miklós   |
| 17 | Magyarország | V     | Marczis Marcell  |
| 18 | Magyarország | V     | Sándor Bálint    |
| 22 | Magyarország | V     | Kismarton Balázs |

| #  |              | Poszt | Név                  |
| -- | ------------ | ----- | -------------------- |
| 25 | Magyarország | V     | Budaházi Levente     |
| 6  | Magyarország | KP    | Magyar Máté          |
| 7  | Magyarország | KP    | Zimányi Ádám         |
| 8  | Magyarország | KP    | Madarász János       |
| 10 | Magyarország | KP    | Csirszki Martin      |
| 14 | Magyarország | KP    | Takács Tamás         |
| 20 | Magyarország | KP    | Kréti Gergő          |
| 23 | Magyarország | KP    | Keményffy Máté       |
| 5  | Magyarország | CS    | Mertse Ábel          |
| 11 | Magyarország | CS    | Pataki Roland        |
| 19 | Magyarország | CS    | Szilágyi Szebasztián |
| 33 | Magyarország | CS    | Ádám Ferenc          |

## Külső hivatkozások
- a Putnok VSE hivatalos honlapja